# Попович, Иван Дмитриевич
Иван Дмитриевич Попович (укр. Іван Дмитрович Попович; род. 22 апреля 1949, с. Осой, Закарпатская область, УССР) — советский и украинский эстрадный певец и композитор, Народный артист УССР (1990).

## Биография
1967 — окончил Хустское культурно-образовательное училище по специальности «дирижер хора».
1970 — поступил на обучение в Львовскую консерваторию.
1973 — стал лауреатом Х Всемирного фестиваля молодежи в Берлине.
Ещё во время учёбы в консерватории, начал петь в ансамбле «Арника».
1976 — вместе с Виктором Морозовым создал вокально-инструментальный ансамбль (ВИА) «Ровесник». Через год ансамбль пригласили в Львовской филармонии на место «Пожара», и их «визитной карточкой» стала песня Поповича «Люба-Люба».
1979 — вместе с Русланом Ищуком создал в Ужгороде новый ВИА «Закарпатье».
1982-1987 — работал в Киевском государственном мюзик-холле.
1987 — стал солистом Театра эстрады. Именно на это время приходится пик его популярности — из эфира не исчезали «Карпатское свадьба», «Василиса», «Разлук не будет», «Меня радует мир».
1990 — получил почетное звание Народный артист УССР.
1999 — «за личный вклад в развитие украинской культуры и весомые творческие достижения» награждён орденом «За заслуги» ІІІ степени.
С 2005 г. — художественный руководитель Государственного театрально-зрелищного агентства.
Гастролировал в Канаде, Индии, Бразилии, Италии, Греции, США и других странах.

## Дискография

### Альбомы
- Золото Карпат (2001)
- Атаман Карпат (2006)

### Видеоклипы
| Год  | Название                                    |
| ---- | ------------------------------------------- |
| 1982 | «Василина» (1 версия)                       |
| 1987 | «Василина» (2 версия)                       |
| 1987 | «Скажи мне»                                 |
| 1987 | «Небо осени ждет»                           |
| 1987 | «Расступитесь зелен-гори»                   |
| 1987 | «Розлук не буде»                            |
| 1987 | «Сожженные мосты»                           |
| 2001 | «Закарпатье мое»                            |
| 2013 | «Примиритесь сыны»                          |
| 2013 | «Василина» (вместе с Дзидзьо, ремикс)       |
| 2017 | «Розлук не буде» (вместе с Дзидзьо, ремикс) |